# José Roberto Suárez
José Roberto Suárez (Montevidéu, 14 de fevereiro de 1902 — Montevidéu, 18 de agosto de 1964) foi um ativista, escritor e poeta uruguaio.

## Biografia
Nascido em Montevidéu, passou sua infância em um reformatório. Com 18 anos, começou sua carreira literária. Ao lado de seu companheiro Pilar Barrios, publicou alguns de seus poemas no periódico Nuestra raza e também no diário Ansina. Operário de profissão, seus poemas tratam da pobreza e da sua condição de negro, a qual representava um problema social no Uruguai daqueles tempos.
Provavelmente sua publicação mais conhecida seja o poema Barrio Reus del Sur, do qual se trata do bairro montevideano de de mesmo nome. No geral, a poesia de Suárez gira em torno do amor e da temática do racismo.
Morreu em Montevidéu e se encontra enterrado no Cementerio del Norte, na mesma cidade.

## Obras
- Tambor.
- A los expositores de II Salón "Ramón Pereyra"
- Parche y madera.
- Barrio Reus del Sur